# Jonathan Hedström
Jonathan Hedström (* 27. Dezember 1977 in Skellefteå) ist ein schwedischer Eishockeyspieler. Sein Cousin Fredrik Warg ist ebenfalls ein professioneller Eishockeyspieler.       

## Karriere
Jonathan Hedström begann seine Karriere als Eishockeyspieler in der Nachwuchsabteilung des Bolidens FFI. Von dort aus wechselte er zum Skellefteå AIK, für dessen Profimannschaft er von 1995 bis 1999 in der damals noch zweitklassigen Division 1 aktiv war. In diesem Zeitraum wurde er im NHL Entry Draft 1997 in der neunten Runde als insgesamt 221. Spieler von den Toronto Maple Leafs ausgewählt. Zunächst blieb er jedoch in seiner schwedischen Heimat, in der er von 1999 bis 2002 für den Luleå HF in der Elitserien spielte. Die Toronto Maple Leafs hatten ihn bereits am 25. Juni 2000 im Tausch gegen ein Sechst- und Siebtrunden-Wahlrecht für den NHL Entry Draft 2000 an die Mighty Ducks of Anaheim abgegeben. Für diese gab er in der Saison 2002/03 sein Debüt in der National Hockey League, in der er in vier Spielen punkt- und straflos blieb. Die restliche Spielzeit verbrachte er bei Anaheims Farmteam, den Cincinnati Mighty Ducks, in der American Hockey League. In der AHL erzielte er in 50 Spielen 14 Tore und gab 21 Vorlagen. 
Von 2003 bis 2005 stand Hedström je ein Jahr lang bei den Elitserien-Teilnehmern Djurgårdens IF und Timrå IK unter Vertrag, bei denen er jeweils eine Führungsrolle einnahm. Daraufhin wurde er zur Saison 2005/06 erneut von den Mighty Ducks of Anaheim verpflichtet, bei denen er im zweiten Anlauf seinen Durchbruch in der NHL erreichte. Für die Kalifornier bestritt er insgesamt 82 Spiele, in denen er 13 Tore erzielte und 15 Vorlagen gab. Im Sommer 2006 kehrte der Linksschütze zum Timrå IK zurück, bei dem er in den folgenden beiden Jahren Assistenzkapitän war. Auch die Saison 2008/09 begann er bei Timrå in der Elitserien, ehe er nach nur elf absolvierten Spielen zum HK ZSKA Moskau aus der neu gegründeten Kontinentalen Hockey-Liga wechselte. Für den russischen Hauptstadtklub absolvierte er bis Saisonende 39 Spiele, in denen er ein Tor und acht Vorlagen erzielte. In der Saison 2009/10 stand der ehemalige Nationalspieler erneut beim Luleå HF in der Elitserien auf dem Eis. 
Zur Saison 2010/11 unterschrieb Hedström einen Vertrag beim finnischen Verein Kärpät Oulu. Für diesen lief er zunächst in der Saisonvorbereitung in der European Trophy und anschließend in der SM-liiga auf. Im Dezember 2010 kehrte er nach Schweden zurück, wo er vom Drittligisten Asplöven HC verpflichtet wurde. Zur Saison 2011/12 kehrte er zu seinem Ex-Verein Timrå IK in die Elitserien zurück.
Zu Beginn der Saison 2012/13 stand er beim Piteå HC unter Vertrag.

### International
Für Schweden nahm Hedström an den Weltmeisterschaften 2004, 2005 und 2007 teil. Bei der WM 2004 gewann er mit seiner Mannschaft die Silbermedaille. Darüber hinaus stand er zwischen 1999 und 2007 in zahlreichen Testspielen für sein Land auf dem Eis.   

## Erfolge und Auszeichnungen
- 2003 AHL All-Star Classic
- 2004 Silbermedaille bei der Weltmeisterschaft

## Statistik
(Stand: Ende der Saison 2010/11)